# Bundestagswahlkreis Düsseldorf III
Der Bundestagswahlkreis Düsseldorf III war von 1965 bis 1980 ein Bundestagswahlkreis in Nordrhein-Westfalen. Er umfasste die Innenstadt und die südlichen Stadtteile von Düsseldorf. Von 1949 bis 1965 war Düsseldorf nur in zwei Bundestagswahlkreise eingeteilt, erhielt dann aber wegen des starken Bevölkerungswachstums einen dritten Wahlkreis. Zur Bundestagswahl 1980 wurde dieser dritte Wahlkreis wieder aufgelöst und sein Gebiet auf die Wahlkreise Düsseldorf I und Düsseldorf II aufgeteilt.

## Wahlkreisgeschichte
| Wahl | Wahlkreisname     | Gebiet | Wahlkreissieger | Partei | Erststimmen |
| ---- | ----------------- | --- | --------------- | ------ | ----------- |
| 1965 | 76 Düsseldorf III | Altstadt, Karlstadt, Stadtmitte, Friedrichstadt, Bilk, Unterbilk, Hafen, Hamm, Volmerswerth, Flehe, Wersten, Himmelgeist, Holthausen, Reisholz, Benrath, Urdenbach, Itter, Hassels, Garath, Hellerhof | Georg Schulhoff | CDU    | 47,0 %      |
| 1969 | 76 Düsseldorf III | Altstadt, Karlstadt, Stadtmitte, Friedrichstadt, Bilk, Unterbilk, Hafen, Hamm, Volmerswerth, Flehe, Wersten, Himmelgeist, Holthausen, Reisholz, Benrath, Urdenbach, Itter, Hassels, Garath, Hellerhof | Manfred Geßner  | SPD    | 49,3 %      |
| 1972 | 76 Düsseldorf III | Altstadt, Karlstadt, Stadtmitte, Friedrichstadt, Bilk, Unterbilk, Hafen, Hamm, Volmerswerth, Flehe, Wersten, Himmelgeist, Holthausen, Reisholz, Benrath, Urdenbach, Itter, Hassels, Garath, Hellerhof | Manfred Geßner  | SPD    | 52,9 %      |
| 1976 | 76 Düsseldorf III | Altstadt, Karlstadt, Stadtmitte, Friedrichstadt, Bilk, Unterbilk, Hafen, Hamm, Volmerswerth, Flehe, Wersten, Himmelgeist, Holthausen, Reisholz, Benrath, Urdenbach, Itter, Hassels, Garath, Hellerhof | Manfred Geßner  | SPD    | 48,2 %      |